# Pelargonium endlicherianum
Pelargonium endlicherianum ist eine Pflanzenart aus der Gattung der Pelargonien (Pelargonium) innerhalb der  Familie der Storchschnabelgewächse (Geraniaceae). Sie ist in der Türkei beheimatet.

## Beschreibung

### Vegetative Merkmale
Pelargonium endlicherianum wächst als ausdauernde, krautige Pflanze und erreicht Wuchshöhen von bis zu 60 Zentimetern. Sie bildet rhizomartige Wurzeln. Die verzweigten und fleischigen Stängel besitzen Durchmesser von 3 bis 6 Millimeter und dauerhafte Nebenblätter. Die langen und gestielten Blätter sitzen überwiegend im oberen Bereich des Stängels. Die herz- bis handförmig geteilte, flaumig behaarte Spreite besitzt einen gezähnten Blattrand. 

### Generative Merkmale
Der unverzweigte Blütenstand enthält 5 bis 15 Blüten. Die zwittrigen Blüten sind zygomorph und fünfzählig mit doppelter Blütenhülle. Von den fünf leuchtend purpurroten Kronblättern sind die beiden oberen ausgerandet, besitzen eine karminrote Aderung und die zwei oberen sind viel größer als die unteren drei. Es sind sieben fertile Staubblätter vorhanden. Die mehr oder weniger 1 Zentimeter langen Staubfäden sind karminrot und aufwärts gebogen. Der Pollen ist orangefarben.

### Chromosomenzahl
Die Chromosomenzahl beträgt 2n = 34.

## Vorkommen
Das Verbreitungsgebiet von Pelargonium endlicherianum liegt in der Türkei.

## Systematik
Die Erstbeschreibung als Pelargonium endlicherianum erfolgte 1842 durch Eduard Fenzl. Ein Synonym für Pelargonium endlicherianum Fenzl ist Geraniospermum endlicherianum (Fenzl) Kuntze.
Die Zugehörigkeit zur Sektion Jenkinsonia (Sweet) DC. wird bezweifelt. Durch das isolierten Vorkommen in Kleinasien und durch karyologische Daten wird vermutet, dass diese Art zusammen mit Pelargonium quercetorum eine eigene Sektion bildet.

## Nachweise